# Mustafa Ali (artiste syrien)
 (mars 2021).
Mustafa Ali (مُصطَفى علي  en arabe) est un artiste syrien, né à Lattaquié en 1956. 

## Biographie
Il est célèbre pour avoir établi le quartier des artistes dans le vieux Damas (le quartier Al-Amin). Ses sculptures sont exposées dans un grand nombre d'expositions internationales telles que l'Institut du monde arabe à Paris ou le musée de Sharjah.

## Œuvres
Sculpture sur le toit de l'Institut du monde arabe à Paris.